# Сибіга Ігор Іванович
Ігор Іванович Сибіга (нар. 11 березня 1976, м. Зборів, Україна) — український дипломат. Генеральний консул України в Салоніках (Греція) (2010—2012). Генеральний консул України в Нью-Йорку (США) (2012-2018). Син Івана, брат Андрія Сибіг.

## Життєпис
Ігор Сибіга народився 11 березня 1976 року в місті Зборові на Тернопільщині. Закінчив ЗОШ № 3 у м. Тернополі, факультет міжнародних відносин з відзнакою (1998) та юридичний факультет Львівського національного університету імені Івана Франка. У 2006 році закінчив Дипломатичну Академію при Міністерстві закордонних справ України. Володіє англійською, російською, польською та іспанською мовами.
У 1998—2000 рр. — аташе Другого територіального управління Міністерства закордонних справ України
У 2000—2004 рр. — віце-консул, консул Генерального консульства України в Нью-Йорку (США).
У 2006—2010 рр. — Завідувач відділом забезпечення заходів внутрішньодержавного характеру, заступник начальника Управління протоколу Секретаріату Кабінету Міністрів України.
У 2010—2012 рр. — Генеральний консул України в Салоніках (Греція).
З жовтня 2012 по січень 2018 року — Генеральний консул України в Нью-Йорку (США).

## Нагороди та відзнаки
- Почесна грамота Київського міського голови